# Cybaeota wesolowskae
Espèce
Cybaeota wesolowskae est une espèce d'araignées aranéomorphes de la famille des Cybaeidae.

## Distribution
Cette espèce est endémique du Kraï du Primorié en Russie,.

## Description
Le mâle holotype mesure 2,17 mm et les femelles de 2,45 à 2,80 mm.

## Étymologie
Cette espèce est nommée en l'honneur de Wanda Wesołowska.

## Publication originale
- Marusik, Omelko & Koponen, 2020 : « On two enigmatic spiders (Araneae: Cybaeidae & Phrurolithidae) from the Russian Far East. » Zootaxa, no 4899(1), p. 247-258.